# Punyayashas
Punyayashas ou Punya Yashas est considéré par la tradition du bouddhisme zen comme son onzième patriarche. Il a été le disciple de Bhikshu Parshva.